# Warburg, Tyskland
Warburg är en stad i Kreis Höxter i Regierungsbezirk Detmold i förbundslandet Nordrhein-Westfalen i Tyskland.